# Нылвак, Райнер
Ра́йнер Ны́лвак (эст. Rainer Nõlvak; род. 28 сентября 1966) — эстонский предприниматель, защитник природы, спортсмен.   Инициатор проведения всемирной акции по убоке мусора "Сделаем - 2012". 
 (получила статус всемирной Let's Do It) 
Создатель компаний «Microlink Baltics» и «Celecure». Основатель и председатель совета «Curonia Research». Председатель правления Эстонского фонда природы (эст. Eestimaa Looduse Fond). Сторонник замены сланцевой энергетики в Эстонии на возобновляемую, разработчик программы «Зеленая энергия» в Эстонии.

## Экологическая акция «Сделаем — 2008»
3 мая 2008 года под руководством Райнера Нылвака вся территория Эстонии была очищена от мест с несанкционированным мусором. В акции приняло участие 50 тысяч добровольцев, которые собрали 10 тысяч тонн мусора и доставили его на легальные свалки. Эта крупная акция экологической логистики была осуществлена по специальному проекту, разработанному под руководством Нылвака.

## Социальная акция «Сделаем: моя Эстония»
Нылвак с командой сетевых специалистов провел подготовку и осуществил общенародную акцию «Сделаем: моя Эстония». Этот проект предполагал положить начало созданию «обсуждающей демократии» (e-демократии, или сетевой демократии). 1 мая 2009 года 11 тысяч человек приняли участие во всеэстонском мозговом штурме и предложили решение ряда актуальных проблем в эстонском обществе (образование, дошкольное учреждение, административная реформа и др.).
Обсуждение таким методом проходило в 544 «мастерских мыслей». В 2009 году было предусмотрено создать «банк счастья» (эст. Õnnepank), «банк мыслей» в масштабе страны. Такие банки предполагалось построить по принципу взаимопомощи. Президент Эстонии Тоомас Хендрик Ильвес выразил надежду на то, что самые ценные идеи жителей страны будут претворены в жизнь.

## Награды
- Орден Белой звезды III степени в 2014 году[2]
- Гражданин года Эстонии в 2008 году[3]
- Волонтёр года в Эстонии в 2008 году